# Menenia terebrifera
Menenia terebrifera är en insektsart som först beskrevs av Walker 1851.  Menenia terebrifera ingår i släktet Menenia och familjen lyktstritar. Inga underarter finns listade i Catalogue of Life.